# Johannes Hippe

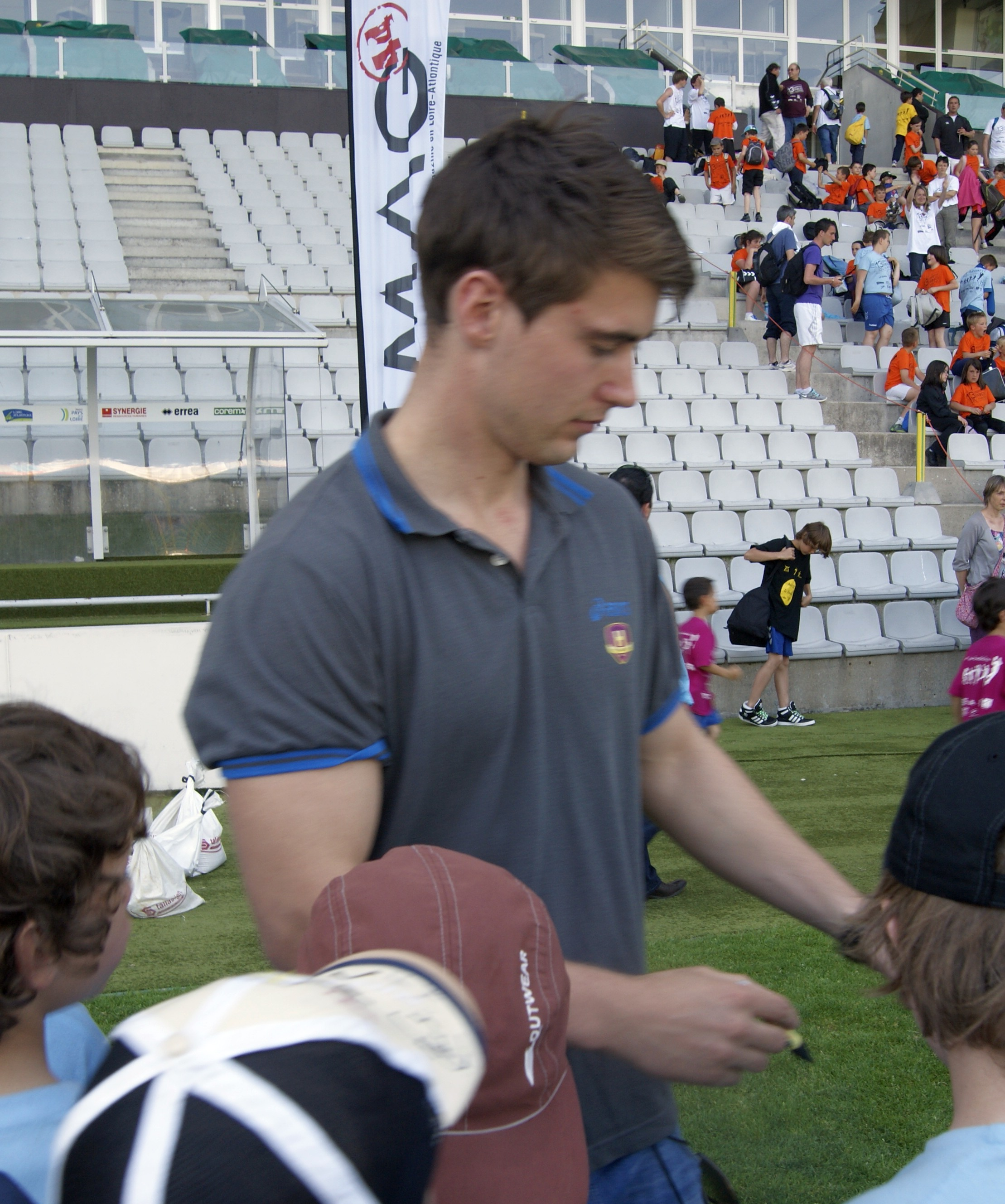
Johannes Hippe (2012)

Johannes Hippe (* 24. Juli 1990) ist ein ehemaliger Handballspieler aus Norwegen.
Der 1,93 Meter große und 97 Kilogramm schwere Rückraumspieler begann das Handballspielen im Alter von sieben bei Nordstrand IF. 2011 schloss sich Hippe dem französischen Erstligisten HBC Nantes an. Nachdem Nantes Alberto Entrerríos verpflichtete, erhielt Hippe kaum noch Spielanteile, woraufhin er im Oktober 2012 zum schwedischen Erstligisten LUGI HF wechselte. In der Saison 2014/15 lief er für Bækkelagets SK auf. Anschließend schloss er sich Drammen HK an. 2017 gewann er dort den norwegischen Pokal. 2019 wechselte er für 3 Jahre als Spielertrainer zurück zu seinem Jugendverein Nordstrand IF, wo er 2022 seine Karriere beendete.
Für die norwegische Nationalmannschaft bestritt Johannes Hippe bis Dezember 2017 40 Länderspiele, in denen er 71 Tore warf; er stand im erweiterten Aufgebot für die Weltmeisterschaft 2011.